# Begraafplaats van Ambleteuse
De Begraafplaats van Ambleteuse is een gemeentelijke begraafplaats in de Franse gemeente Ambleteuse, departement (Pas-de-Calais). Ze ligt aan de Rue des Écoles op 80 m ten zuiden van het dorpscentrum (Église Saint-Michel). De begraafplaats bestaat uit een oud gedeelte dat omsloten wordt door een betonnen muur en een aansluitend nieuw gedeelte dat afgebakend wordt door houten panelen. Dit gedeelte is ook bereikbaar langs de Rue du Cimetière.

## Britse oorlogsgraven
Op het oude gedeelte van de begraafplaats ligt een perk met 9 graven van Britse gesneuvelden uit de Tweede Wereldoorlog. Acht van hen zijn niet geïdentificeerd maar zeker 1 behoorde bij een Canadese eenheid. Het geïdentificeerde graf is van Bruce Arthur Rogers, luitenant bij de Royal Air Force. Hij kwam op 17 juni 1941 om het leven toen hij met zijn Hawker Hurricane werd neergeschoten.
De graven worden onderhouden door de Commonwealth War Graves Commission waar ze geregistreerd staan onder Ambleteuse Communal Cemetery.